# Châteauvillain
Châteauvillain è un comune francese di 1 705 abitanti situato nel dipartimento dell'Alta Marna nella regione del Grand Est.

## Società

### Evoluzione demografica
Abitanti censiti